# Řecko na Letních olympijských hrách 1988
Řecko se účastnilo Letní olympiády 1988 v jihokorejském Soulu. Zastupovalo ho 56 sportovců (44 mužů a 12 žen) ve 12 sportech.

## Medailisté
| Medaile | Jméno          | Sport | Soutěž                     |
| ------- | -------------- | ----- | -------------------------- |
| Bronz   | Babis Cholidis | Zápas | muži řecko-římský do 57 kg |